# Сахгал, Лакшми
Лакшми Сахгал (транслит. Lakshmi Sahgal или Sehgal, урождённая Сваминатхан, трансл. Swaminathan, также известна как капитан Лакшми, малаял. ലക്ഷമി സൈഗാള്‍, там. லக்ஷ்மி சேகள்; 24 октября 1914, Мадрас − 23 июля 2012) — активистка индийского движения за независимость, политик левых взглядов, по профессии — врач. В годы Второй мировой войны воевала в Бирме на стороне Японии в звании капитана в рядах так называемой Индийской национальной армии С. Ч. Боса, занимала должность министра по делам женщин в прояпонском «правительстве» Индии. После войны — активистка Коммунистической партии Индии (марксистской), депутат верхней палаты индийского парламента.
Одна из её дочерей Субхашини Али — известная индийская политическая деятельница и активистка профсоюзного движения. По словам дочери (которая сама придерживается тех же взглядов и входит в ту же партию), Лакшми Сахгал — атеистка.

## Молодость
От рождения носила имя Лакшми Сваминатхан. Дочь известного специалиста по уголовному праву, тамила по национальности С. Сваминатхана, работавшего в Верховном суде Мадраса. Мать — А. В. Аммукутти, социальный работник, известная правозащитница своего времени, родом из известной семьи Ваддакатху.
Под влиянием взглядов матери начала изучать медицину, чтобы помогать бедным. Получила степень магистра медицины в Мадрасском колледже в 1938. Через год получила диплом по акушерству и гинекологии.
В 1940 году отправилась в Сингапур, где основала клинику для бедных, в первую очередь, мигрантов-рабочих из Индии. Вскоре стала одним из самых известных и богатых гинекологов города. В то же время, играла активную роль в Лиге за независимость Индии.

## Вооружённая борьба на стороне Японии
В 1942 году, когда английские войска сдали Сингапур японцам, Лакшми потратила немало усилий на помощь военнопленным, раненым во время боевых действий. Среди пленных она вела агитацию за независимость Индии (позднее часть пленных вступили в прояпонскую «Индийскую национальную армию»).
2 июля 1943 года в Сингапур прибыл Субхас Чандра Бос (известный борец за независимость Индии, бывший соратник Ганди и Неру), вставший на путь сотрудничества с гитлеровцами. Через несколько дней в публичном выступлении Бос объявил о формировании «женского полка» для борьбы «за независимость Индии» на стороне японцев. Лакшми вступила в данное соединение, которое не имело аналогов в Азии. Также она была назначена министром по делам женщин в коллаборационистском правительстве «Азад Хинд».
Взята англичанами в плен в Бирме и доставлена в Индию 4 марта 1946 года, где её встретили как героиню. Опасаясь массовых волнений, англичане были вынуждены выпустить её из заключения.

## После войны
Вскоре после освобождения из заключения, в марте 1947 года, в Лахоре вышла замуж за бывшего полковника «Индийской национальной армии» Прем Кумар Сахгала, в браке с которым родила двух дочерей — Субхашини Али и Анису Пури (Anisa Puri). После заключения брака поселились в Канпуре. Там она продолжила заниматься своей основной профессией — врача, — и в этом качестве ей пришлось решать проблемы беженцев, большое количество которых появилось после раздела Индии на собственно Индию и Пакистан.

## Коммунистическая активистка
В 1971 году вступила в Коммунистическую партию Индии (марксистскую) /КПИ(М)/, которая в годы Второй мировой войны была противником «Индийской национальной армии» и её лидеров. Лакшми Сахгал стала депутатом верхней палаты индийского парламента.
Во время войны за независимость Бангладеш организовала лагеря для беженцев и пункты медицинской помощи в Калькутте.
В 2002 году была выдвинута кандидатом от блока левых партий на выборах президента Индии (её единственным оппонентом был ставший президентом Индии Абдул Калам).